# Simona Gerenčer
Simona Gerenčer Pegan, slovenska socialna delavka, tolmačka in aktivistka, * 16. november 1978, Murska Sobota.
Simona Gerenčer je diplomirala na Visoki šoli za socialno delo (2002), diferencialni študij za univerzitetni naziv je prav tako opravila na Fakulteti za socialno delo (2005). Leta 2015 je doktorirala na isti fakulteti s temo Družbeni položaj ljudi z gluhoslepoto v Sloveniji in na Madžarskem. Na Fakulteti za socialno delo sodeluje kot asistentka. Ima naziv višje svetovalke na področju socialnega varstva.
Simona Gerenčer je začetnica strokovnega dela in znanstvenega raziskovanja z ljudmi z gluhoslepoto v slovenskem prostoru. Je soustanoviteljica Združenja gluhoslepih Slovenije DLAN, kjer je zaposlena kot generalna sekretarka in strokovna vodja. Skupaj z ljudmi z gluhoslepoto in strokovno ekipo razvija jezik gluhoslepih in številne načine sporazumevanja. Je tolmačica za slovenski znakovni jezik in jezik gluhoslepih. Je supervizorka na področju socialnega varstva. Je soustanoviteljica Združenja tolmačev gluhoslepim Slovenije TAKTIL. V obdobju 2020−24 je članica predsedstva Nacionalnega sveta invalidskih organizacij Slovenije.
Simona Gerenčer sodeluje v raziskavah, domačih in mednarodnih projektih. Je avtorica številnih člankov in knjig s področja gluhoslepote. Dejavna je na področju socialnega in invalidskega varstva.
Med leti 2019 in 2021 je bila članica Strokovne skupine Ustavne komisije Državnega zbora Republike Slovenije za vpis znakovnega jezika in jezika gluhoslepih v Ustavo Republike Slovenije.
V letu 2022 je prejela priznanje jabolko navdiha od predsednika Republike Slovenije.
V letu 2023 je prejela priznanje glavnega mesta Ljubljana.